# Ion-Gheorghe Boldea
Ion-Gheorghe Boldea (n. 1 iulie 1945, Lugoj, Timiș, România) este un inginer român, membru titular al Academiei Române din 2016.